# Daucus edulis
La cenoura-da-rocha (del portugués:  ‘zanahoria de roca’) (Daucus edulis) es una especie de planta herbácea perteneciente a la familia Apiaceae. Es originaria de Madeira.

## Descripción
Daucus edulis se asemeja a una zanahoria arborescente grande que puede ser comestible.
Está muy amenazada con la extinción en su hábitat natural, que ocurre de forma natural en los acantilados rocosos de las islas de Madeira (hasta los 1 500 m s. n. m.) y Deserta Grande (hasta los 300 m). Se supone que se ha extinguido en las islas Salvajes, quedando en las Islas Desertas y Porto Santo.

## Taxonomía
La especie fue descrita iniciamente como Monizia edulis por Richard Thomas Lowe y publicado en Hooker's Journal of Botany and Kew Garden Miscellany 8: 295, en 1856, actualmente es tanto un sinónimo como el basónimo de esta; y ulteriormente, sería transferida al género Daucus por Aneta Wojewódzka, Jean-Pierre Reduron, Łukasz Banasiak y Krzysztof Spalik en Taxon 65(3): 578, en 2016.

#### Etimología
Véase: Daucus
edulis: epíteto latino que significa "comestible".